# Anaxyrus kelloggi
El sapo mexicano pequeño (Anaxyrus kelloggi) es un anfibio anuro de la familia Bufonidae. Anteriormente incluida en el género Bufo.
Es endémico de México en las costas del estado de Sonora y Nayarit. Su hábitat natural son los bosques bajos tropicales y subtropicales, matorrales secos, ríos, regadíos, tierras agrícolas inundables, canales, diques. 

## Publicación original
- Taylor, 1938 "1936" : Notes on the Herpetological Fauna of the Mexican State of Sinaloa. 	The University of Kansas science bulletin, vol. 24, n. 20, p. 505-530 (texto íntegro).